# Stand-Up Raiz
Stand-Up Raiz é um grupo paulista de stand-up comedy criado em outubro de 2020 pelos humoristas brasileiros Danilo Gentili, Oscar Filho e Diogo Portugal que são pioneiros do gênero no país. Juntaram-se novamente depois de anos participando juntos do Clube da Comédia Stand-Up.

## Histórico
O grupo estreou em outubro de 2020 no Comedy Sampa Club, em São Paulo durante a pandemia de COVID-19.

## O show
Diogo Portugal entra em cena como um mestre de cerimônias para fazer a abertura do show e interagir com o público antes de apresentar os humoristas do elenco e convidados.
Em 2021, o grupo se mudou para o My F... Comedy Club, casa de comédia de Danilo Gentili onde estão em cartaz desde então todas as quintas-feiras.
Também fazem turnês pelo país se apresentando juntos.

## Vinhos
Em agosto de 2022, o grupo lançou uma linha de vinhos, o Putos.
No final de outubro, pouco mais de dois meses depois da importação dos vinhos, as vendas superaram as 40 mil garrafas no território nacional.